# Ornebius validus
Ornebius validus är en insektsart som först beskrevs av Bolívar, I. 1895.  Ornebius validus ingår i släktet Ornebius och familjen Mogoplistidae. Inga underarter finns listade i Catalogue of Life.